# Ciudad Valles
Ciudad Valles is een stad in de Huasteca in de Mexicaanse deelstaat San Luis Potosí. Ciudad Valles heeft 116.261 inwoners (census 2005) en is de hoofdplaats van de gemeente Ciudad Valles.
Valles is van oudsher bewoond door de Huasteken. De stad werd in de 16e eeuw gesticht als Santiago de los Valles de Oxitipa door Nuño de Guzmán en groeide in de koloniale periode wegens de strategische ligging halverwege San Luis Potosí en de havenstad Tampico. De belangrijkste bron van inkomsten is de verbouw en verwerking van suikerriet.
De stad is de zetel van het bisdom Ciudad Valles. 